# Albert Ferenc (csillagász)
Montedegói Albert Ferenc (Klagenfurt, 1811. január 1. – Eger, 1883. augusztus 9.) bölcsész, királyi tanácsos, az egri érseki csillagvizsgáló igazgatója és Heves megye tanfelügyelője.

## Életpályája
Apja 1814-ben lett gránátos főhadnagy. 1820 körül mint toborzó parancsnok Egerbe ment, ahová fiát is magával vitte. Albert csak az elemi iskolákat végezte nyilvánosan. Egerben apjának barátja, Tittel Pál volt a csillagvizsgáló igazgatója, aki észrevette a fiú tehetségét, ezért buzdította és taníttatta. Amikor Tittel 1824-ben a budai csillagvizsgáló igazgatója lett, magával vitte őt, és 1825. április 11-én a csillagvizsgálóhoz díjas gyakornokká nevezte ki. Tittel 1831-ben bekövetkezett halála után a budai csillagvizsgálót helyettesként, majd segédcsillagászként vezette. 1835-ben a pesti egyetem bölcseleti karán doktori oklevelet szerzett. 1841-ben pedig az egyetemen a csillagtan, történelem és geodézia rendkívüli tanárává nevezték ki, ahol ezeket a tudományokat ő tanította először magyar nyelven. Jelen volt 1834-ben Prágában és 1842-ben Mainzban a német és Strassburgban a francia tudósok természettudományi gyűlésein. 1843-tól tagja volt a magyar természettudományi társulatnak.
1848. szeptember 10-étől 1849. január 5-éig a Buda körül létesítendő erődítési munkálatokat vezette. Buda ostroma alatt, vagyona és 24 éves tudományos munkásságának eredménye odaveszett; ő csak a gellérthegyi csillagvizsgáló eszközeinek a megmentésére gondolt, amelyeket álruhában megszökött német főnöke a véletlenre bízott. Július 27-én éjjel az osztrák katonai hatóság elfogta, de november 13-án szabadon engedték. Ekkor a császári sereg főparancsnokságánál hiteles tolmáccsá és fordítóvá nevezték ki. Így működött 1851. április 15-éig, amikor az egri érsek a csillagvizsgáló igazgatójává tette és egyúttal a líceum könyvtárnokává és tanárrá is kinevezte, amely tisztséget haláláig betöltötte.

## Művei
- Allgemeiner Briefsteller. Pesth, 1842. (5. bőv. kiadása Haus-Sekretär u. Briefsteller czimmel Uo. 1844)
- Neuestes polytechnisches Recept-Taschenbuch. Leipzig u. Pesth, 1845 (Kézirata a M. Nemzeti Múzeum irattárában van.)
- A folyó évi július hó 28-án beállandó napfogyatkozásról Eger, 1851
- A naprendszerről. Hely és év n.
- Magyar nyelvtan. Eger, 1853
- Német nyelvtan, a magyar tanuló ifjúság számára. Uo. 1853 (2. czímkiadás. Uo. 1860)
- Huldigungsgruss zum 24. April 1854. aus Erlau's stillem Matra-Thale dem allerhöchsten Kaiserpaar. Erlau, 1854
- Freudengruss eines dankbar ergebenen Herzens bei der Rückkehr Sr. Excellenz des Hochwürd. Herrn Erzbischofs zu Erlau Adalbert Bartakovics von Kis-Appony aus Wien am 22. Juni 1856. Uo.
- Allerunterthänigster Huldigungsgruss Sr. Majestät Franz Joseph dem Ersten, bei dessen beglückender allerhöchsten Anwesenheit in der Stadt Erlau am 4. Sept. 1857. Uo.
- Az állócsillagok távolságainak meghaztározásáról. A magyar orvosok és természetvizsgálók XII. nagygyűlésének munkálatai. Pest, 1868
- Heves és Külső Szolnok törvényesen egyesült vármegyéknek leirása. Eger, 1868
- Tittel Pál. A magyar orvosok és természetvizsgálók XIII. nagygyűlésének munkálatai. Eger, 1869
- Mennyiség- és természettani általános földleirás
- Magyarország államtana (E két utóbbi kőnyomat.)

Ő alapította az Egri Értesítőt, és 1860. szeptember 1-jétől az év utolsó napjáig szerkesztette.
Kéziratban maradt tőle: A német irodalom története. Az erőműtan kézikönyve. A szakcsillagászatnak tankönyve. Népszerű csillagtan. T. C. Pauts, Theoria motus corporum coelestium, magyarra fordítva s értelmezve; végre 21 kötetre menő jegyzetei.

## Emlékezete
Nevét viseli a 218274 Albertferenc kisbolygó.